# Katherine Scanlon Lewis
Katherine Scanlon Lewis (25 de agosto de 1970) es una deportista estadounidense que compitió en remo. Ganó cuatro medallas en el Campeonato Mundial de Remo entre los años 1993 y 1995.

## Palmarés internacional
| Campeonato Mundial | Campeonato Mundial            | Campeonato Mundial | Campeonato Mundial |
| Año                | Lugar                         | Medalla            | Prueba             |
| ------------------ | ----------------------------- | ------------------ | ------------------ |
| 1993               | Račice (República Checa)      | Medalla de plata   | Cuatro sin timonel |
| 1993               | Račice (República Checa)      | Medalla de plata   | Ocho con timonel   |
| 1994               | Indianápolis (Estados Unidos) | Medalla de plata   | Ocho con timonel   |
| 1995               | Tampere (Finlandia)           | Medalla de oro     | Cuatro sin timonel |